# Cascades Madhabkunda
Les cascades Madhabkunda (en bengalí, মাধবকুন্ড) són unes de les cascades més altes de Bangladesh. Es troba a Barlekha Upazila, al districte de Moulvibazar. La cascada és un lloc turístic molt popular a Bangladesh. Els grans blocs, el bosc que els envolta i els corrents contigus atrauen molts turistes per a festes de pícnic i excursions d'un dia.

## Història
Durant una expedició de caça als turons de Patharia, el Rajà Govardhan de Gour (গঙ্গাধ্বজ গোবর্ধন, regnat 1250-1260) va voler establir un lloc de descans per al benefici dels viatgers. Va trobar un monjo anomenat Madhabeshwar meditant sota les caigudes d'aigua. En honor del monjo, les cascades es van anomenar «Cascades Madhabkunda».

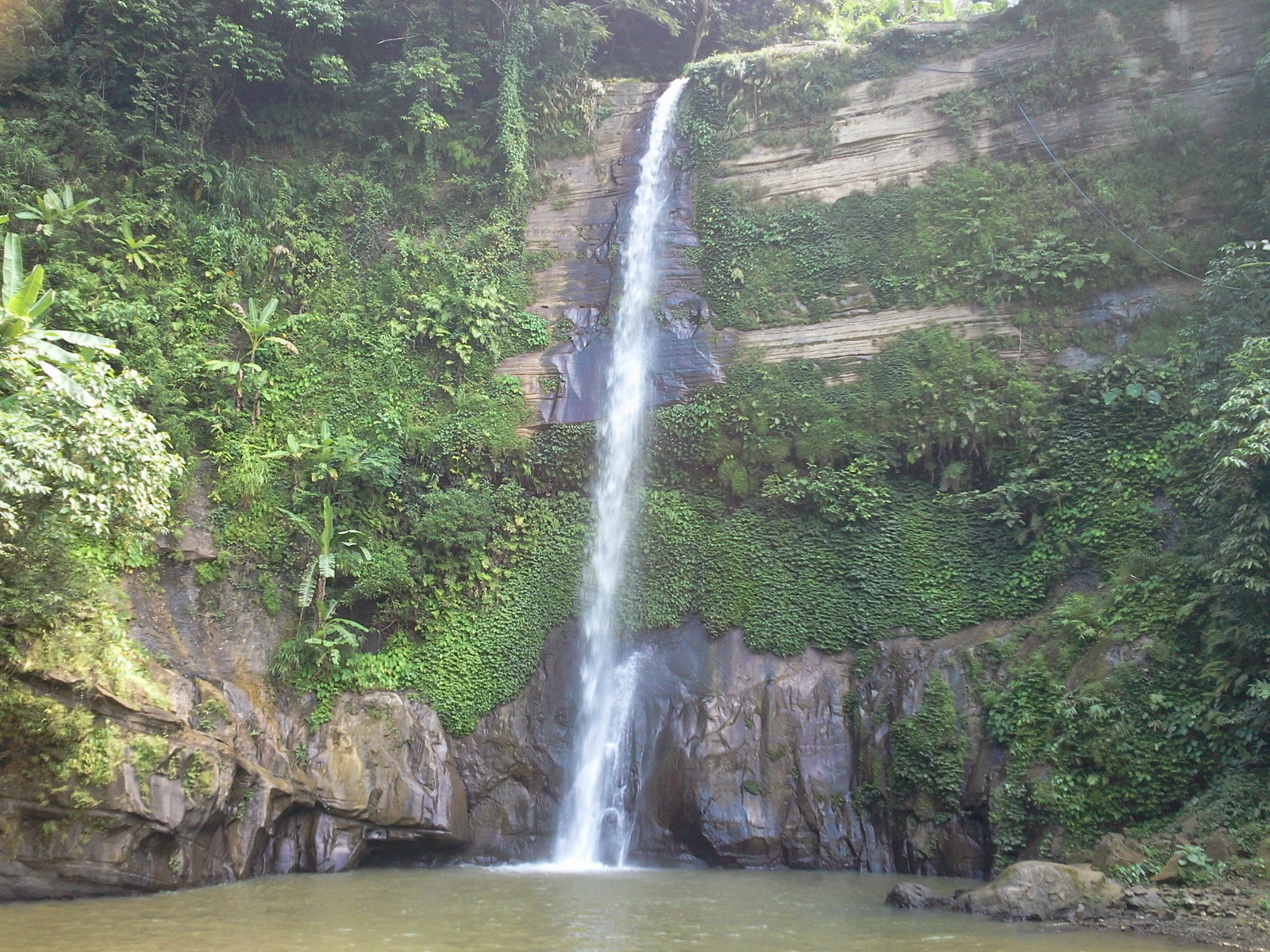
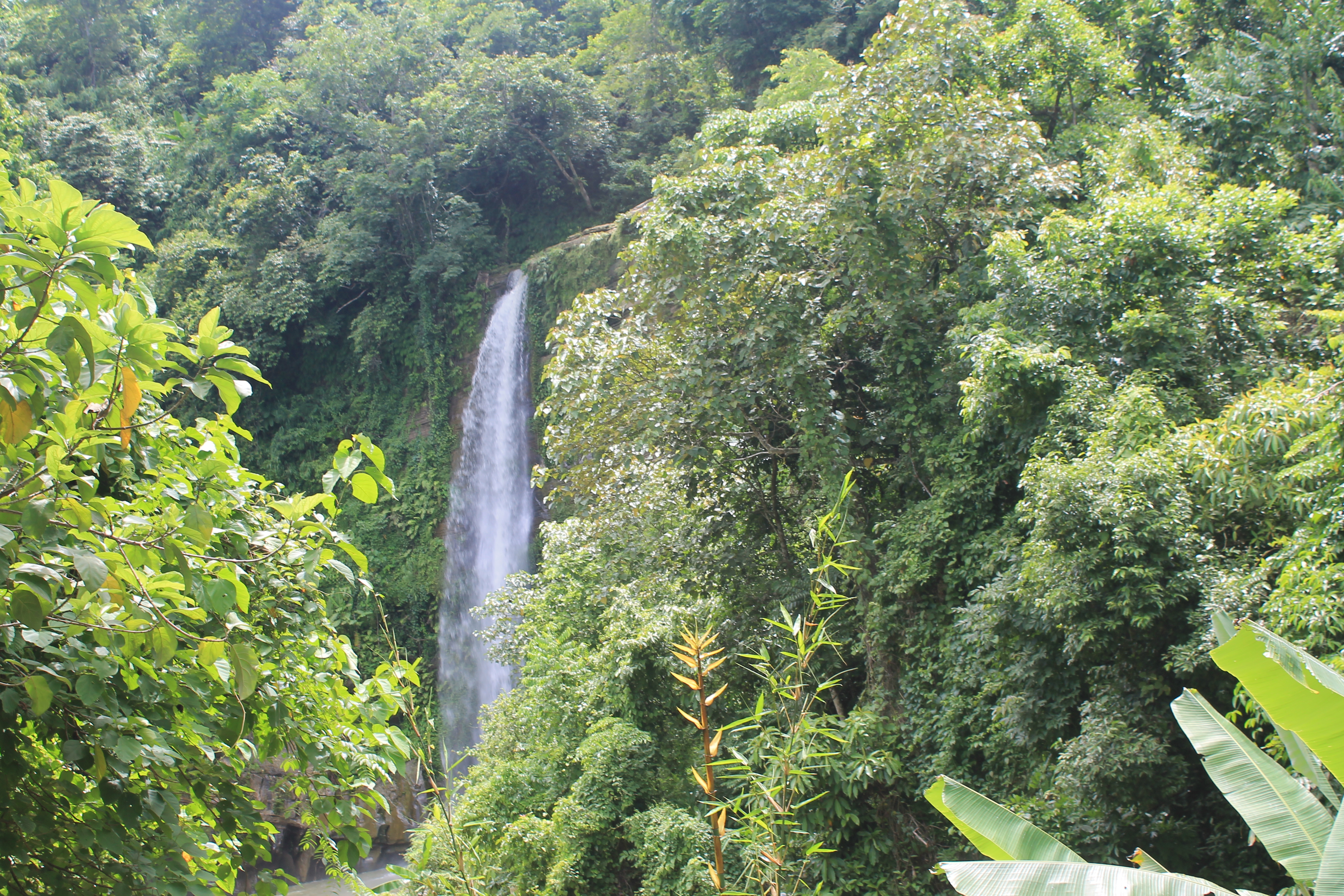
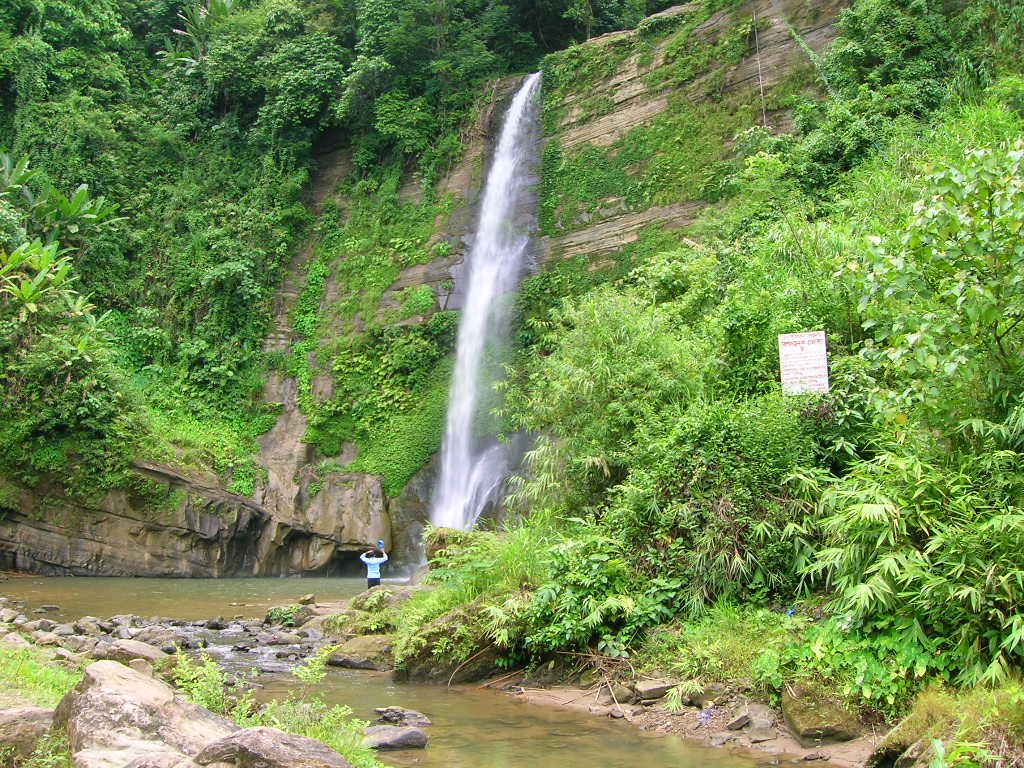
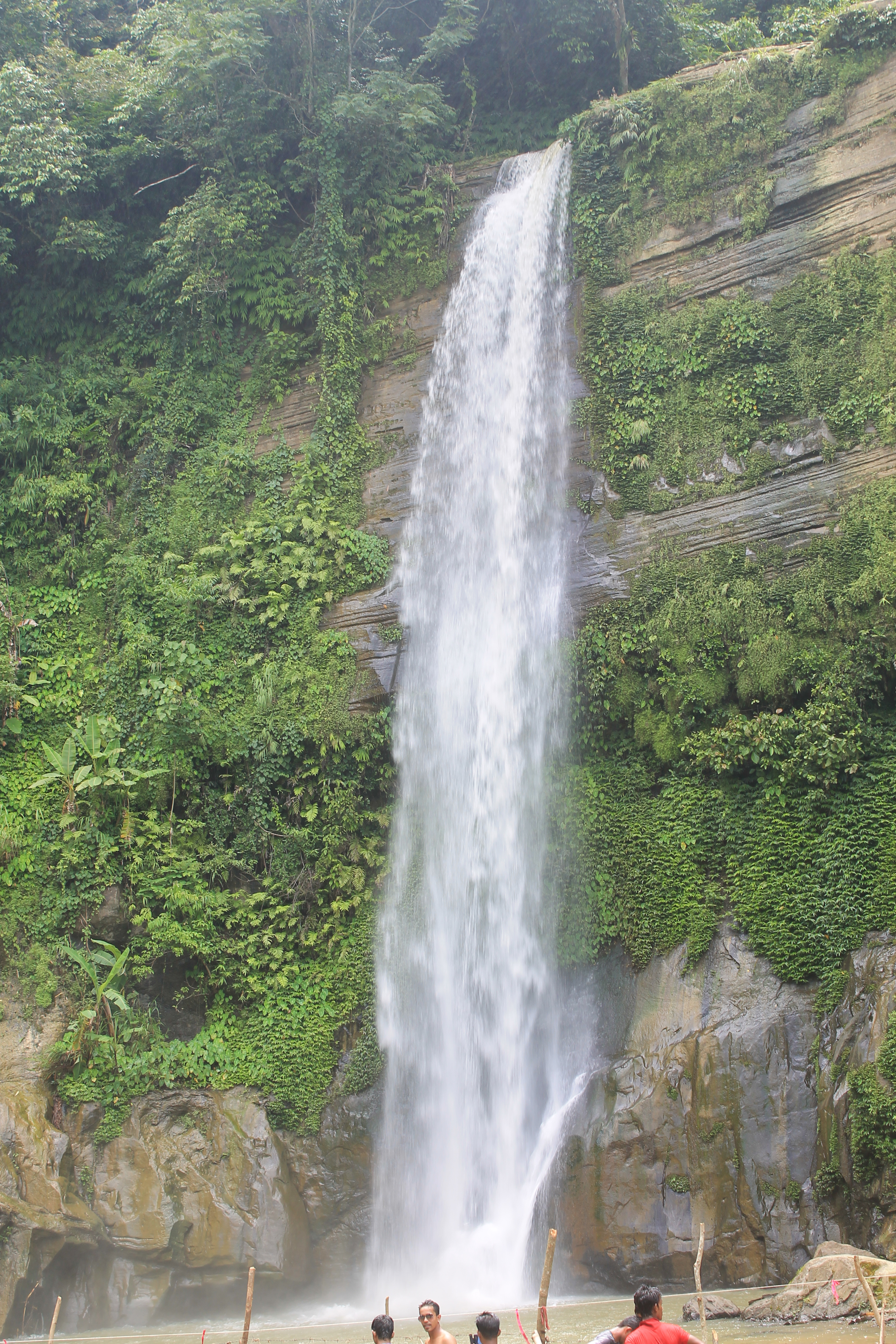

## Transport
Es troba a uns 5 km de l'estació de ferrocarril de Dakshinbagh, a la pista de Kulaura-Shabajpur (vegeu Línia Akhaura-Kulaura-Chhatak) i a 350 km de la ciutat de Dhaka.

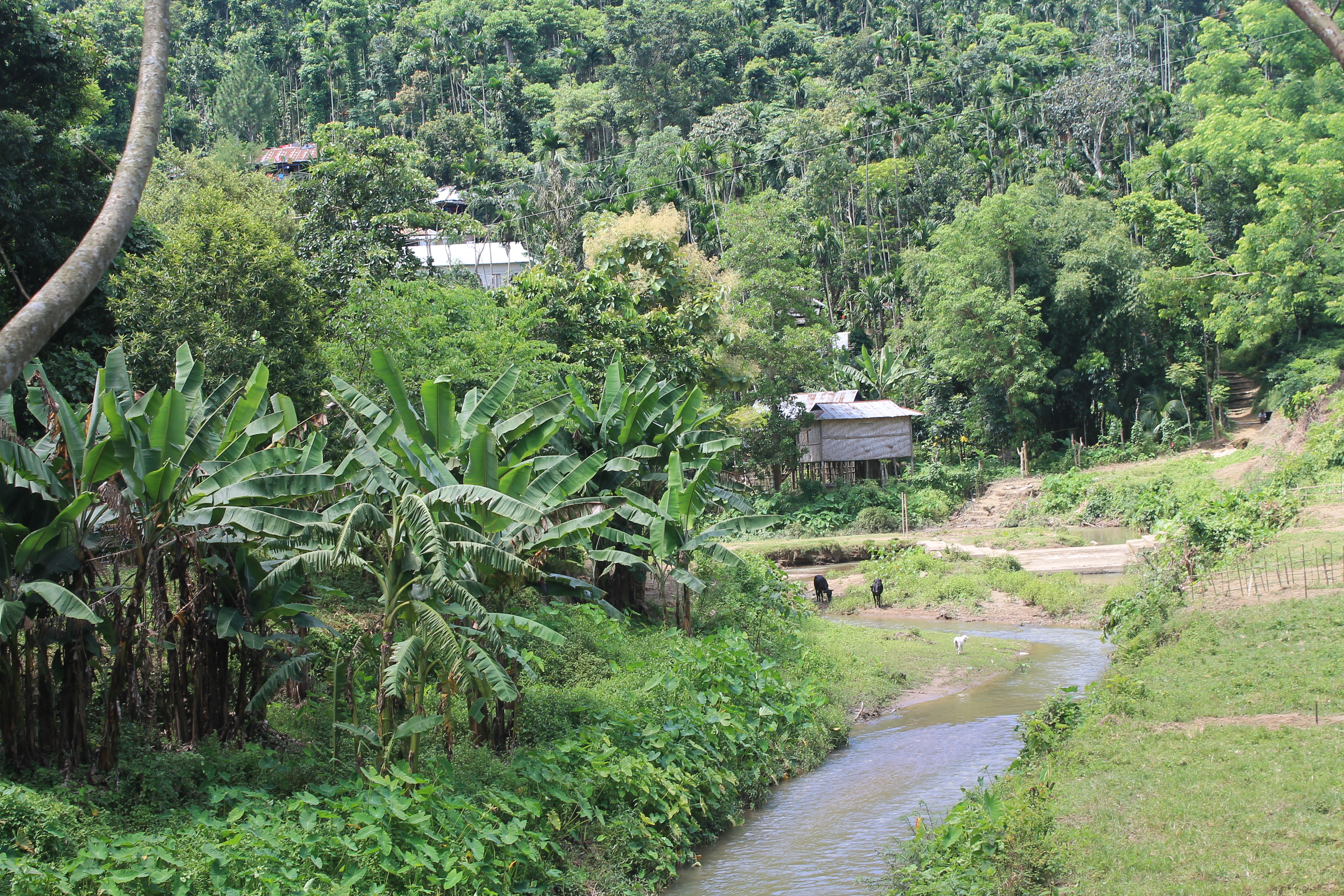
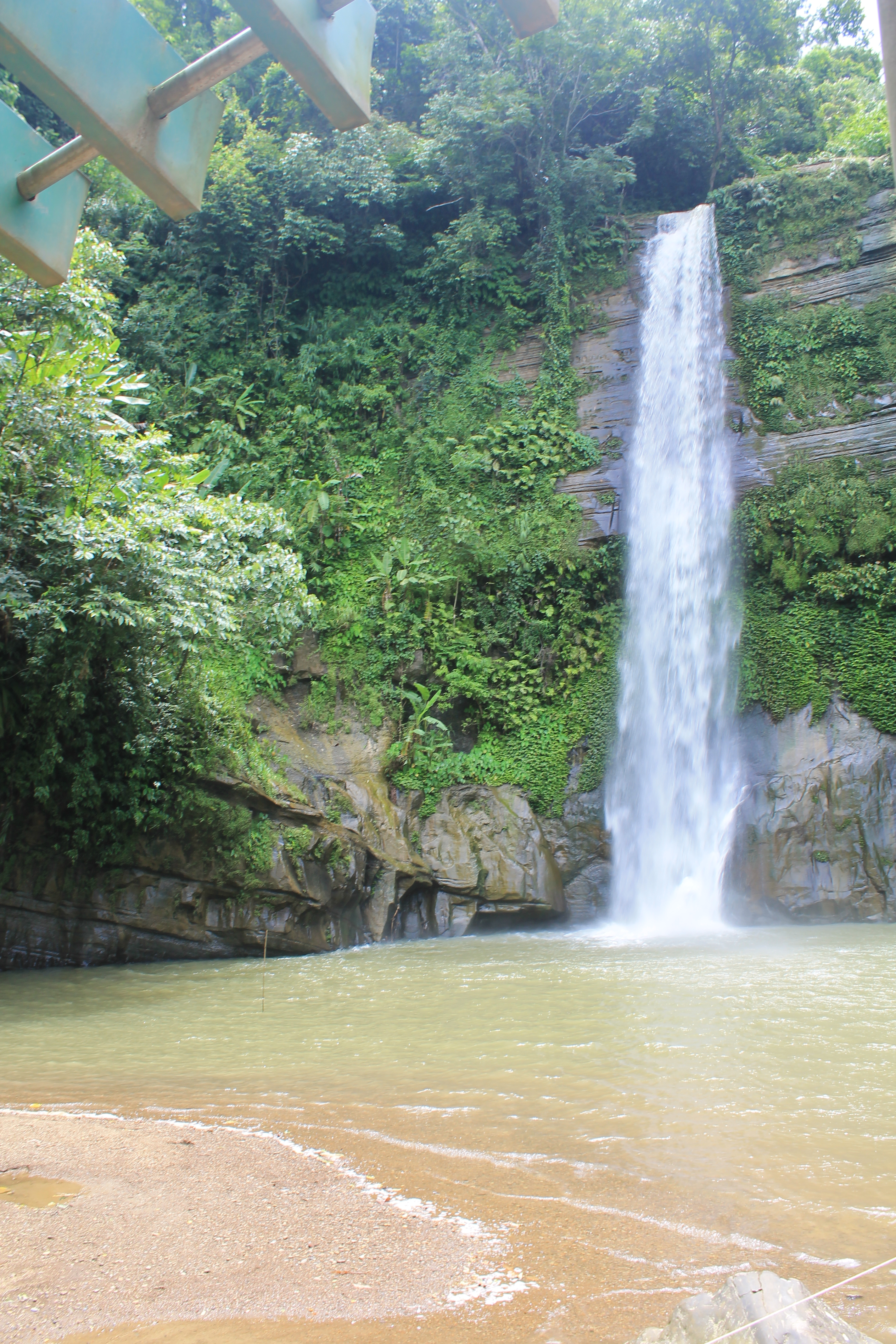
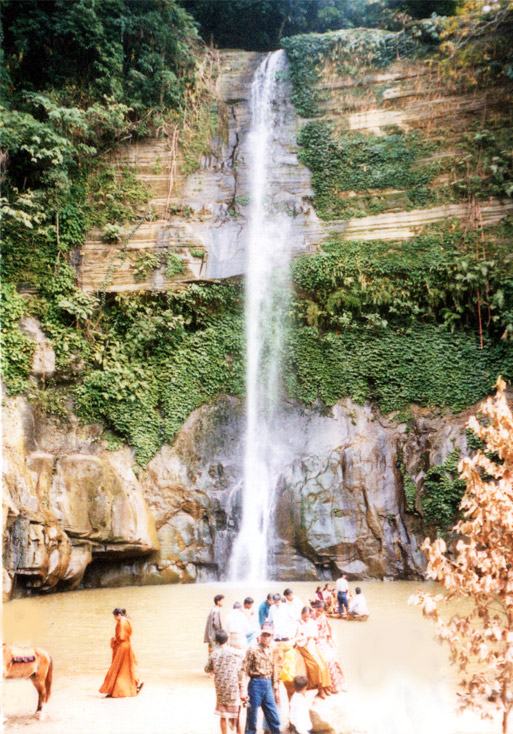
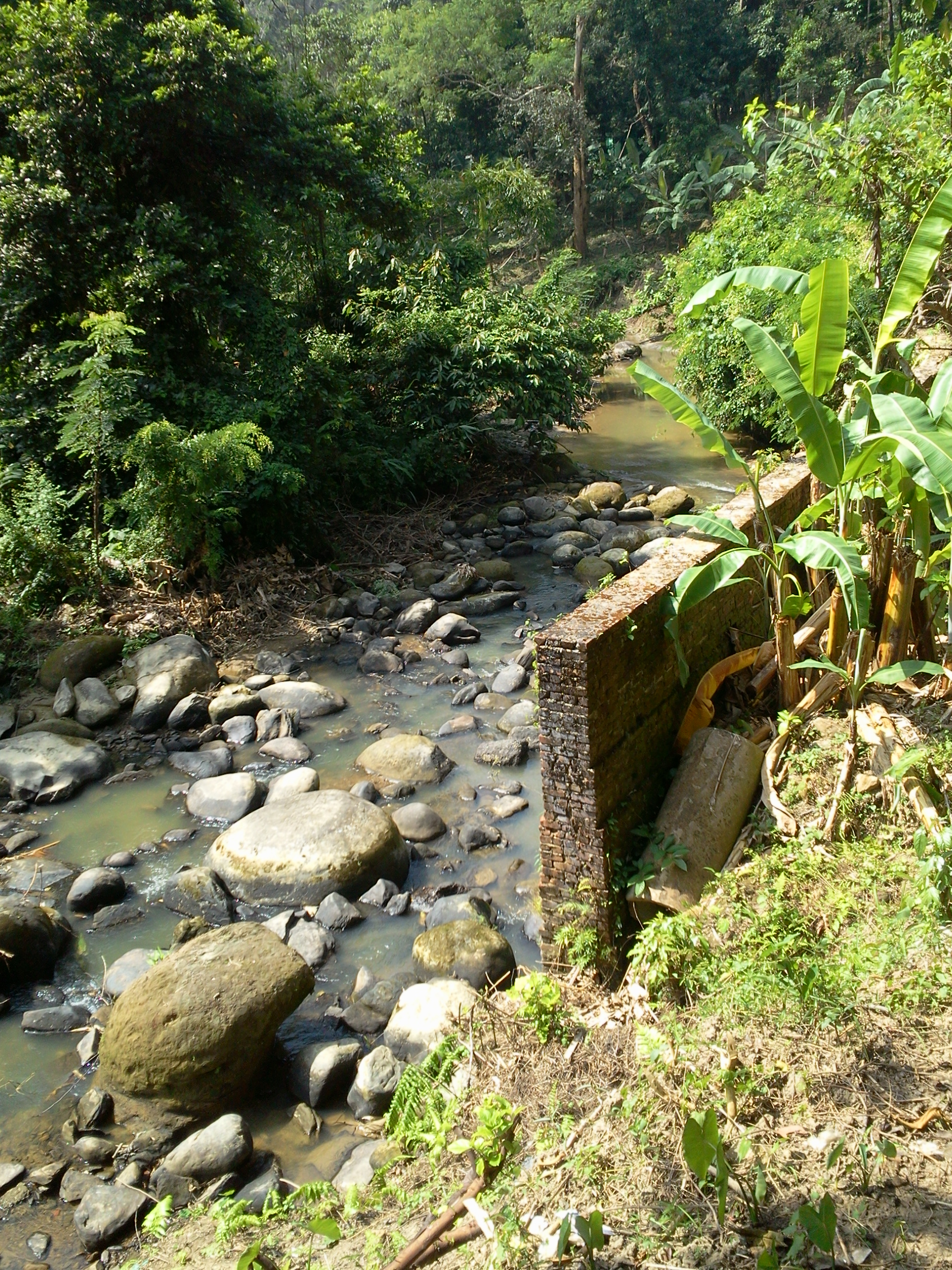

Els visitants poden visitar les cascades de Madhabkunda des de Sylhet o Moulvibazar per carretera o des de Kulaura Upazila amb tren. El viatge a Madhabkunda és exòtic. Durant el trajecte, els visitants poden veure la bellesa verdosa del bosc, els turons i el camí en zigi-zaga a través dels turons. Les plantacions de goma i de llimoners formen un bell paisatge.

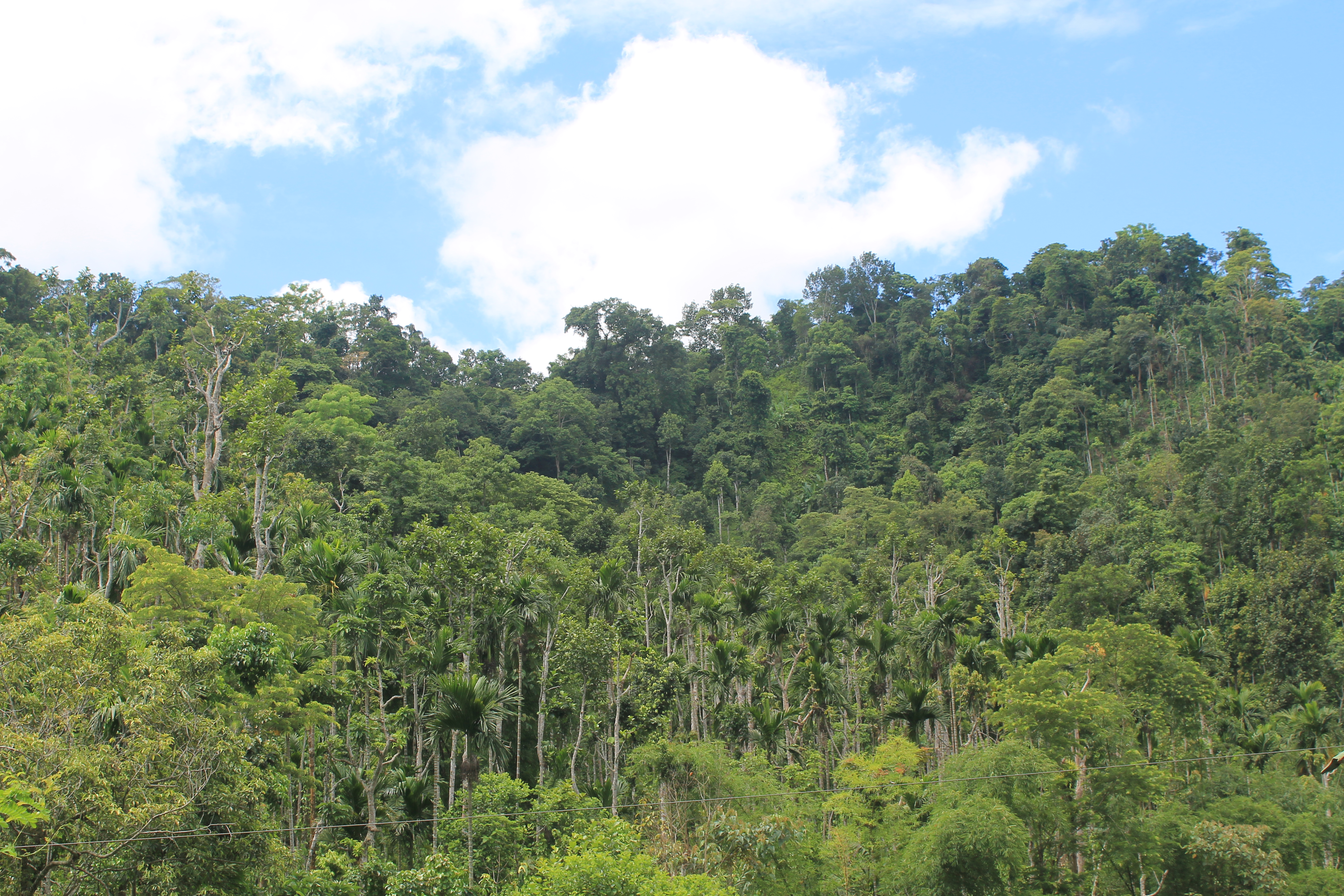
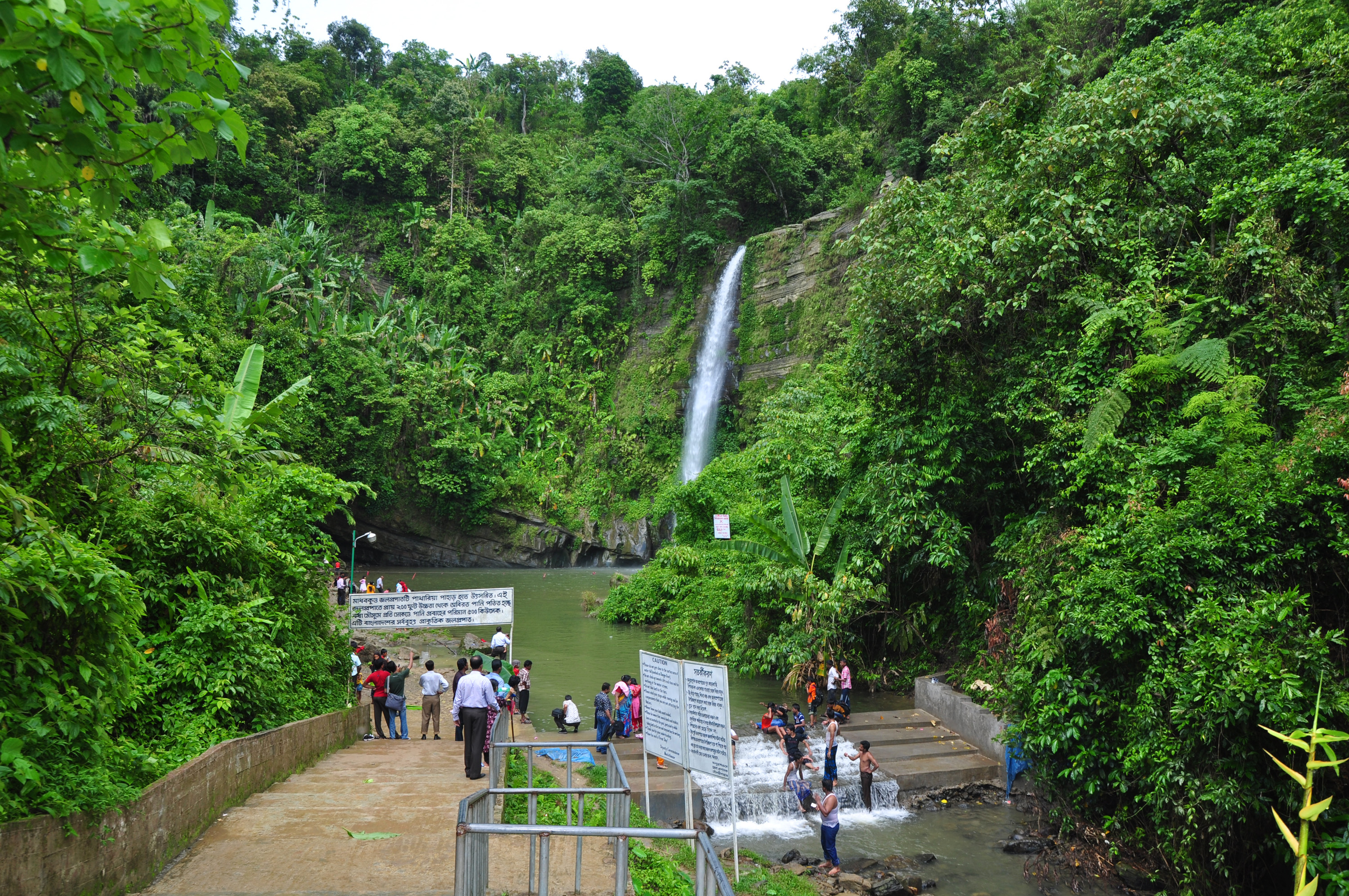
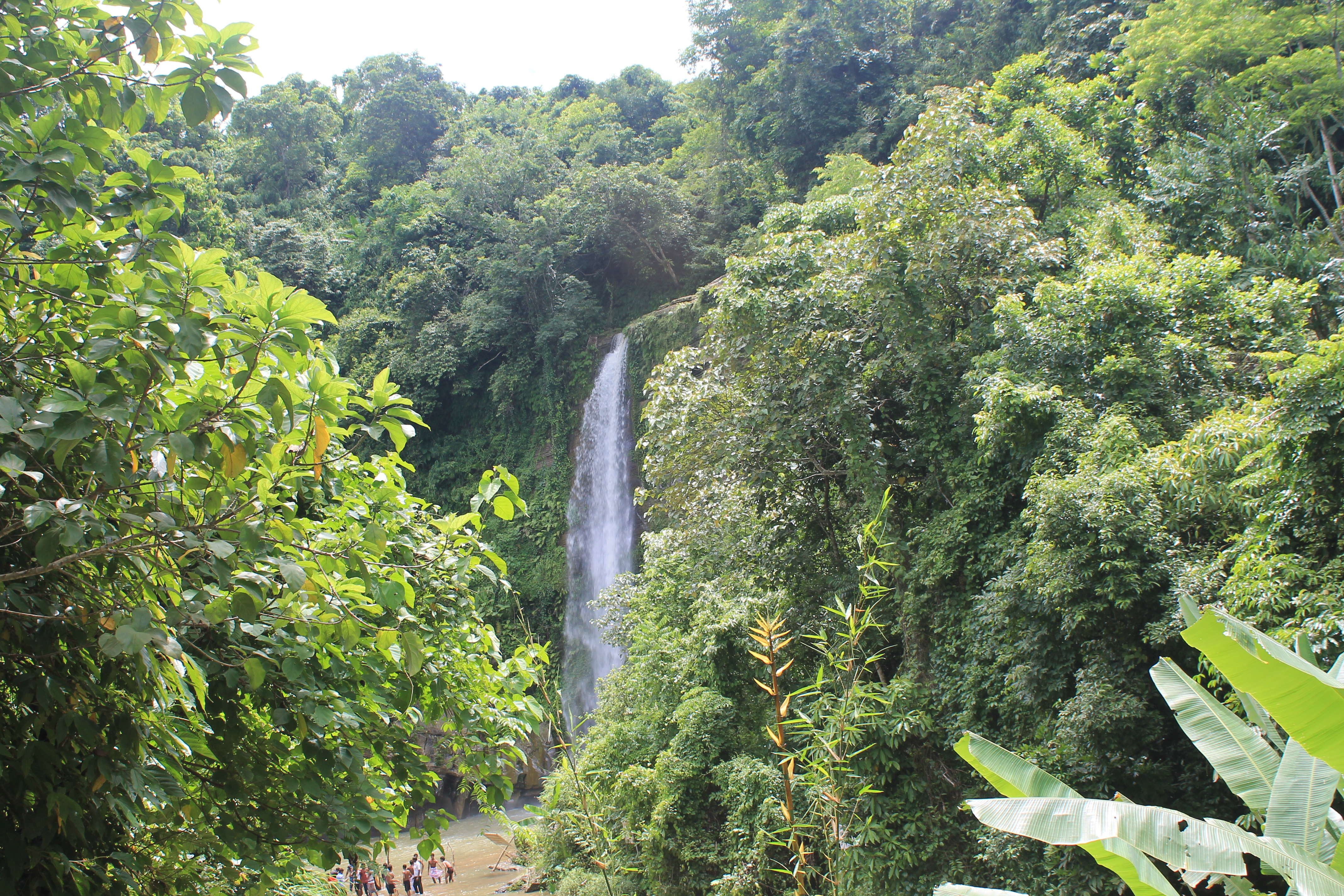
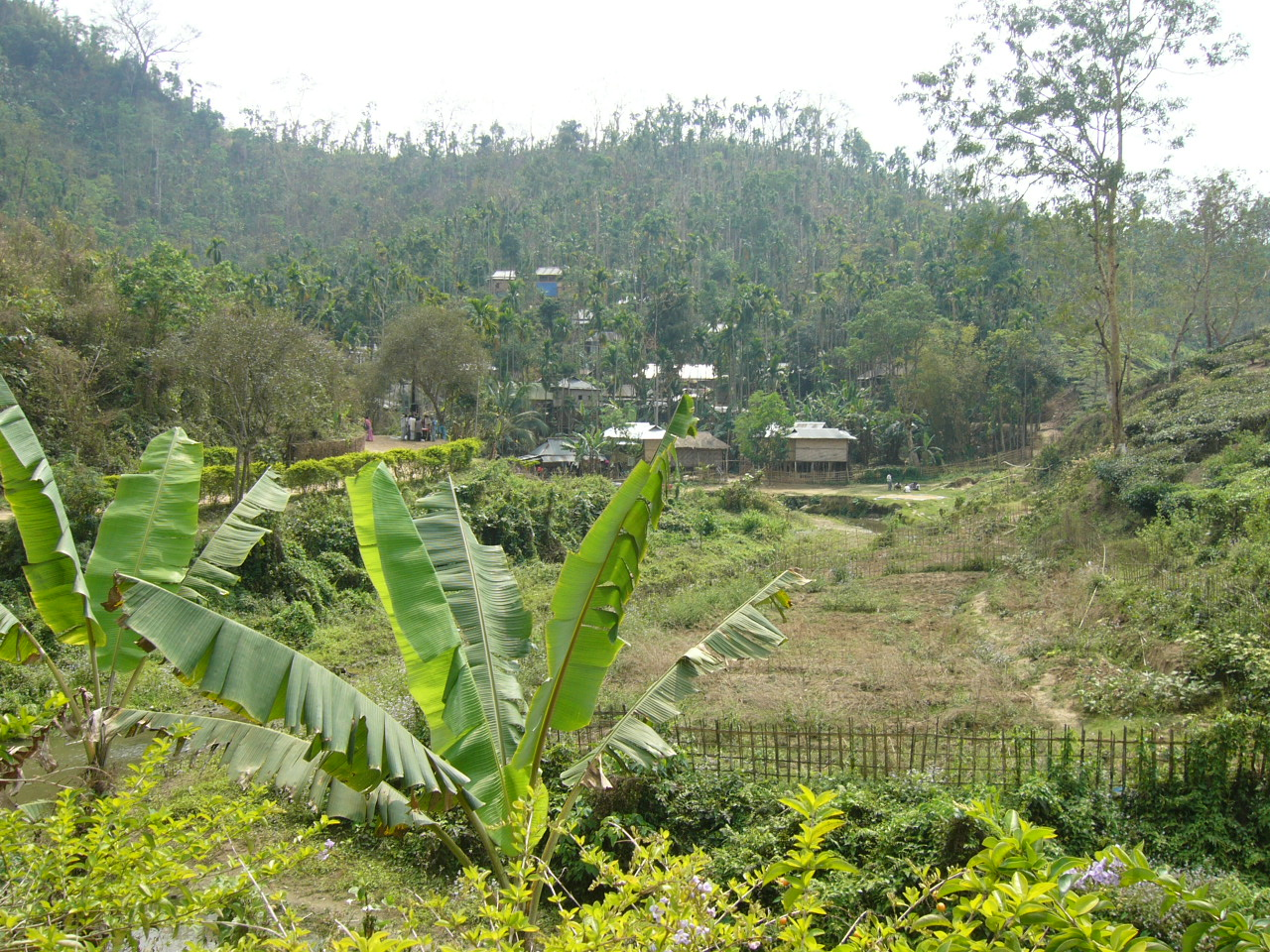